# Songs from the North I, II & III
Songs from the North I, II & III šesti je studijski i prvi trostruki album finskog ekstremnog metal sastava Swallow the Sun. Album je 13. studenog 2015. godine objavila diskografska kuća Century Media Records. Posljednji je album na kojem su svirali Aleksi Munter, koji je napustio grupu 2016. godine, i Markus Jämsen, koji ju je napustio 2018. godine.

## O albumu
Tri se diska u ovom izdanju nazivaju Gloom (Sumornost), Beauty (Ljepota) i Despair (Očaj). Glazbeni su kritičari napomenuli kako je prvi disk stilistički sličan prethodnom albumu sastava, Emerald Forest and the Blackbirdu iz 2012. godine, miješajući čiste i grube vokale, kao i električne instrumente s akustičnima. Drugi je disk u potpunosti akustičan i sadrži samo čiste vokale. Stil trećeg albuma je najžešći i najsporiji od svih triju te prikazuje elemente žanra funeral doom metala.
Glazbeni spot za pjesmu "Rooms and Shadows" bio je objavljen na isti datum kada i sam album.

## Popis pjesama
Tekstovi i glazba: Juha Raivio. 
| Disk I - Gloom | Disk I - Gloom                                 | Disk I - Gloom | Disk I - Gloom | Disk I - Gloom | Disk I - Gloom | Disk I - Gloom | Disk I - Gloom | Disk I - Gloom | Disk I - Gloom |
| Br.            | Skladba                                        | Trajanje       |                |                |                |                |                |                |                |
| -------------- | ---------------------------------------------- | -------------- | -------------- | -------------- | -------------- | -------------- | -------------- | -------------- | -------------- |
| 1.             | »With You Came the Whole of the World's Tears« | 9:03           |                |                |                |                |                |                |                |
| 2.             | »10 Silver Bullets«                            | 7:12           |                |                |                |                |                |                |                |
| 3.             | »Rooms and Shadows«                            | 7:20           |                |                |                |                |                |                |                |
| 4.             | »Heartstrings Shattering«                      | 7:41           |                |                |                |                |                |                |                |
| 5.             | »Silhouettes«                                  | 5:56           |                |                |                |                |                |                |                |
| 6.             | »The Memory of Light«                          | 6:17           |                |                |                |                |                |                |                |
| 7.             | »Lost & Catatonic«                             | 7:07           |                |                |                |                |                |                |                |
| 8.             | »From Happiness to Dust«                       | 8:39           |                |                |                |                |                |                |                |
| 59:15          |                                                |                |                |                |                |                |                |                |                |

| Disk II - Beauty | Disk II - Beauty                    | Disk II - Beauty | Disk II - Beauty | Disk II - Beauty | Disk II - Beauty | Disk II - Beauty | Disk II - Beauty | Disk II - Beauty | Disk II - Beauty |
| Br.              | Skladba                             | Trajanje         |                  |                  |                  |                  |                  |                  |                  |
| ---------------- | ----------------------------------- | ---------------- | ---------------- | ---------------- | ---------------- | ---------------- | ---------------- | ---------------- | ---------------- |
| 1.               | »The Womb of Winter« (instrumental) | 3:35             |                  |                  |                  |                  |                  |                  |                  |
| 2.               | »The Heart of a Cold White Land«    | 4:47             |                  |                  |                  |                  |                  |                  |                  |
| 3.               | »Away«                              | 5:22             |                  |                  |                  |                  |                  |                  |                  |
| 4.               | »Pray for the Winds to Come«        | 5:28             |                  |                  |                  |                  |                  |                  |                  |
| 5.               | »Songs from the North«              | 5:16             |                  |                  |                  |                  |                  |                  |                  |
| 6.               | »66°50'N, 28°40'E« (instrumental)   | 6:42             |                  |                  |                  |                  |                  |                  |                  |
| 7.               | »Autumn Fire«                       | 5:46             |                  |                  |                  |                  |                  |                  |                  |
| 8.               | »Before the Summer Dies«            | 5:37             |                  |                  |                  |                  |                  |                  |                  |
| 42:33            |                                     |                  |                  |                  |                  |                  |                  |                  |                  |

| Disk III - Despair | Disk III - Despair              | Disk III - Despair | Disk III - Despair | Disk III - Despair | Disk III - Despair | Disk III - Despair | Disk III - Despair | Disk III - Despair | Disk III - Despair |
| Br.                | Skladba                         | Trajanje           |                    |                    |                    |                    |                    |                    |                    |
| ------------------ | ------------------------------- | ------------------ | ------------------ | ------------------ | ------------------ | ------------------ | ------------------ | ------------------ | ------------------ |
| 1.                 | »The Gathering of Black Moths«  | 13:00              |                    |                    |                    |                    |                    |                    |                    |
| 2.                 | »7 Hours Late«                  | 10:02              |                    |                    |                    |                    |                    |                    |                    |
| 3.                 | »Empires of Loneliness«         | 11:02              |                    |                    |                    |                    |                    |                    |                    |
| 4.                 | »Abandoned by the Light«        | 8:48               |                    |                    |                    |                    |                    |                    |                    |
| 5.                 | »The Clouds Prepare for Battle« | 9:05               |                    |                    |                    |                    |                    |                    |                    |
| 51:57              |                                 |                    |                    |                    |                    |                    |                    |                    |                    |

## Recenzije
Thom Jurek, glazbeni kritičar sa stranice AllMusic, dodijelio je albumu četiri i pol od pet zvjezdica te je komentirao: "Finski je Swallow the Sun poznato ime među obožavateljima ekstremnog metala zbog njegove beskompromisne vizije i ambicije. Songs from the North I, II & III, trostruki album koji čine dva i pol sata potpuno novog materijala (21 pjesama) nudi dokaz. Svaki je disk zaseban album, iako su svi bili osmišljeni, napisani i snimljeni kao jedinstven projekt u kojem je skupina istraživala različite elemente svojega zvuka. Ono što ih spaja u glazbenom smislu jest sveprisutan osjećaj za melodiju, bez obzira na okolnosti. S tekstualnog su gledišta prisutni motivi žalosti, gubitka i očaja, ali prirodni svijet -- divlji, mitološki, duhovni -- [...] tematsko je ljepilo. Prvi disk širi teritorij koji je grupa istraživala na albumu Emerald Forest and the Blackbird iz 2012. godine. Osam pjesama nudi bogato teksturirane aranžmane koji balansiraju između akustičnih i električnih instrumenata usred mijenjanja čistih i grubih vokala. Uglavnom započinjući suptilno i nježno, ove skladbe na kraju dolaze do iznenađujućih klimaksa. "Heartstrings Shattering" [...] je STS na svojem vrhuncu. Gitare svirane prstima uz efekt jeke ustupaju mjesto gotičkoj pop melodiji koju pogone snažni bubnjevi i vrlo oštri rifovi u pozadini muškog i ženskog pjevanja. "10 Silver Bullets" je mračnija, izglavljenija i zlokobnija, dok neoklasični dramatični okvir "From Happiness to Dust" ne kažnjava ništa manje. Na drugom disku STS svira gotovo isključivo na akustičnim instrumentima koje prati čisto pjevanje. Skladbe na ovom albumu spajaju set s ukletom, gotovo eteričnom atmosferom, ali manjak nestalnosti dodatno ističe žalost. Na skladbi "Pray for the Winds to Come" u pozadini neutješivih vokala Mikka Kotamakija sviraju akustične gitare s dvanaest žica, violončela i električna bas-gitara, ali su prisutne i suptilne klavijaturističke nijanse. "The Heart of a Cold White Land", svirana u tročetvrtinskoj mjeri, nudi upečatljive akustične gitare svirane prstima koje zvona, zvončići i gudački instrumenti posebno ističu. "Before the Summer Dies" spaja električne i akustične gitare, pulsirajuću basističku dionicu, raskalašene bubnjeve i elegantno otpjevane vokalne harmonije. Konačni disk nudi najveće, najzločestije i najmračnije iznenađenje. Ovo je prvi put da se STS upustio u ranjavajući funeral doom s takvom produženom, nasilnom usredotočenošću. Najkraća od ovih pet pjesama traje devet minuta. "The Gathering of the Black Moths", trajući trinaest minuta, duboka je, spora, prijeteća i brutalna kao i svaka skladba skupine Sunn 0))), ali je puno glazbenija. Duboki, zvonki, obredni limeni instrumenti, zastrašujući grleni i vrišteći vokali, usitnjujuća i raštimana basistička dionica, tremolo sviranje i bubnjanje vojne povorke nalaze se u pjesmi. Tada se promijeni kako bi uvela melodične prijelaze i death metal interludije prije nego što se vrati natrag. Brutalno prelijepa "Empires of Loneliness" sadrži gostujuću naraciju Nathana Ellisa iz sastava Daylight Dies. Plemensko bubnjanje bubnjara Juusa Raatikainena, skandirani refreni u gregorijanskom stilu, psihodelični gitaristički efekti, valovi klavijaturističkih prijelaza i tutnjajuća bas-gitara podižu zid zvukovne jeze koji se razbija tijekom blackened death metal završnice. Objavljivanje [ovog albuma] prikazuje radikalnu vjeru u fizički koncept albuma – inaćenje protiv trendova. Iako je svaki disk zasebno poseban, zajedno čine djelo koje definira karijeru."

## Zasluge
| Swallow the Sun - Juha Raivio – snimanje (gitara), miksanje (na prvom disku), gitara - Matti Honkonen – bas-gitara - Markus Jämsen – gitara - Aleksi Munter – klavijature, snimanje, umjetnički direktor, omot albuma, fotografija - Mikko Kotamäki – vokali - Juuso Raatikainen – bubnjevi Dodatni glazbenici - Aleah Stanbridge – vokali (na pjesmi "Heartstrings Shattering"), prateći vokali, omot albuma, fotografija - Jaani Peuhu – snimanje (vokala), miksanje (na drugom disku), prateći vokali - Kaisa Vala – snimanje (vokala), vokali (na pjesmi "Songs from the North") - Sarah Elisabeth Wohlfahrt – vokali (na pjesmama "The Memory of Light" i "Lost & Catatonic") - Nathan Ellis – naracija (na pjesmi "Empires of Loneliness") | Ostalo osoblje - Hiili Hiilesmaa – snimanje, miksanje (na trećem disku) - Tuomas Kokko – snimanje, miksanje (na drugom disku) - Hannu Honkonen – asistent pri snimanju - Pietari Pyykönen – dodatno snimanje vokala - Svante Forsbäck – mastering - Patrick W. Engel – mastering (na vinilnoj inačici) - Birger Nießen – snimanje (vokala Sarah Elisabeth Wohlfahrt) - Rami Mursula – ilustracije, logotip - Indrek Päri – dodatna fotografija - Jussi Ratilainen – fotografija - Alexandra Lisiecki – fotografija - Antti Makkonen – fotografija |